# Turtle Conservation And Education Center

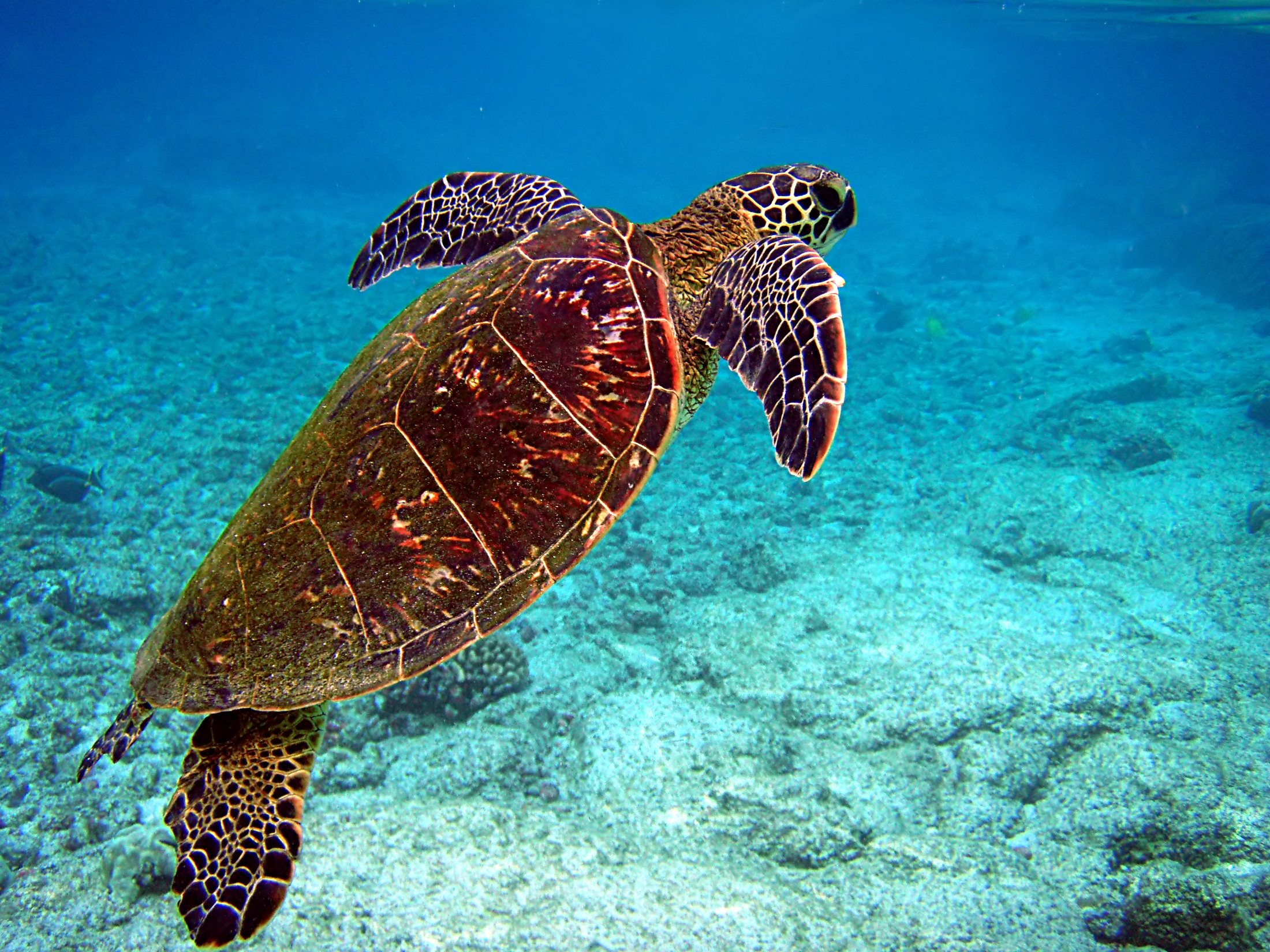
Meeresschildkröte beim Luft holen

Das Turtle Conservation And Education Center (TCEC) ist eine Non-Profit-Organisation auf der Halbinsel Serangan in Denpasar. Das TCEC wurde am 20. Januar 2006 mit der Absicht gegründet, den illegalen Handel mit Produkten von Meeresschildkröten zu bekämpfen. Zudem ist es eine Touristenattraktion, die jährlich zehntausende Besucher empfängt. 2019 wurde der Besucherrekord erreicht mit mehr als 40‘000 Besuchern.

## Geschichte
Der Süden von Bali war eine sehr schildkrötenreiche Gegend. Auf Serangan, welche auch als "Balis Schildkröteninsel" bezeichnet wird, gab es eine große Population von Meeresschildkröten. Der lokale Hafen, die Verschmutzung der Ozeane und die lokale Bevölkerung waren Hauptursachen für den starken Rückgang der Population. In Bali, welches sehr traditionsreich ist und viele Zeremonien pflegt, wurden Schildkröten oft als spezielle Opfergaben verwendet. Als Reaktion auf den illegalen Handel mit den Produkten von Schildkröten und dem Rückgang der Population entstand das TCEC am 20. Januar 2006 aus der Zusammenarbeit von WWF, der Regierung Balis und der lokalen Bevölkerung. Das TCEC wurde mit der Absicht gegründet, den Handel mit Schildkröten zu unterbinden, indem es die lokale Bevölkerung aufklärt und in den Schutz einbindet. Die Maßnahmen zahlen sich aus, denn die Population hat sich erholt und wächst wieder an.

## Schutzmaßnahmen

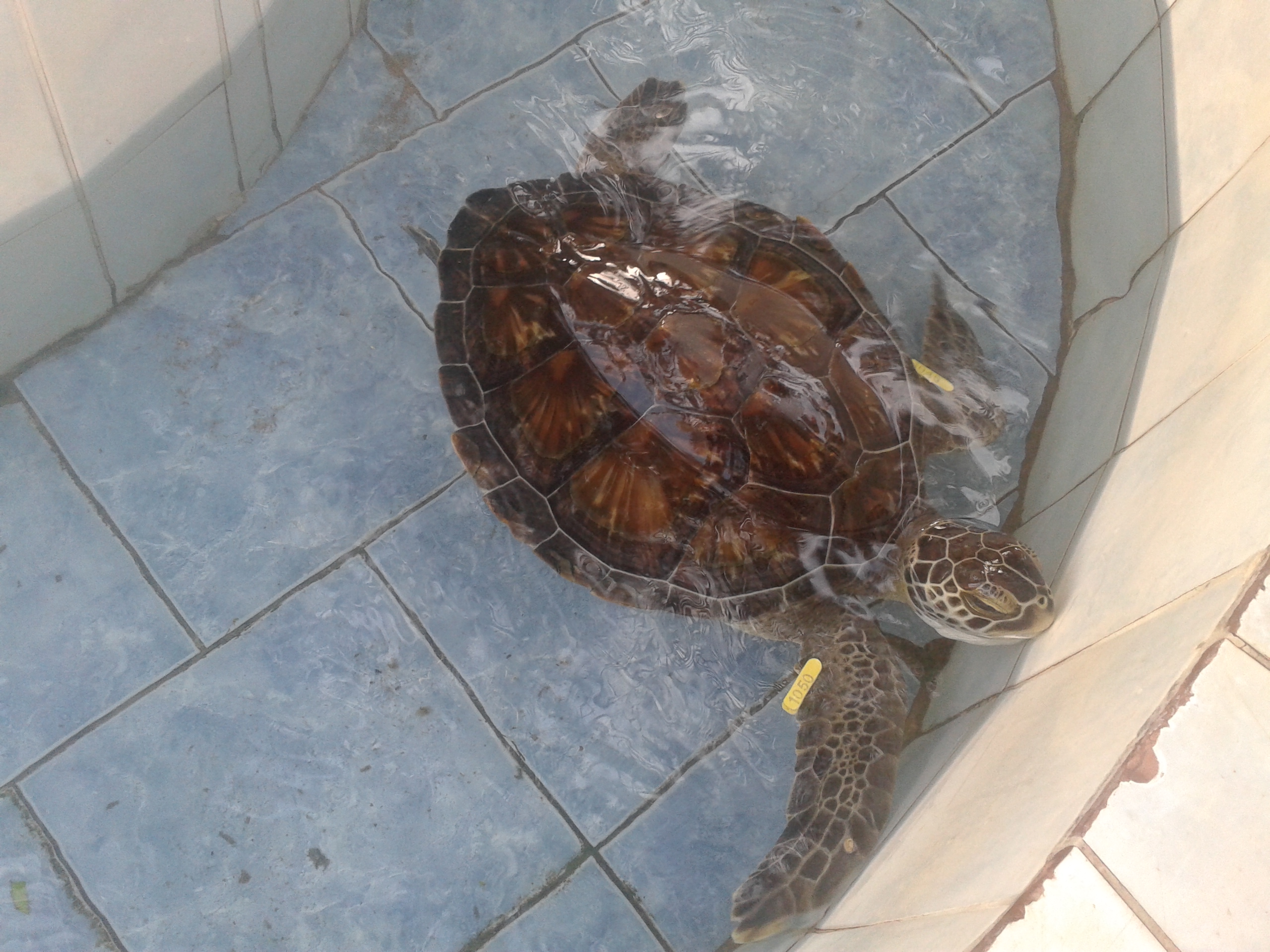
Meeresschildkröte im Rehabilitationsbecken

1. Schutz der Nistgebiete: Das TCEC schützt Nistgebiete der Meeresschildkröten. Freiwillige des TCEC überwachen Strände wie Kuta und Seminyak, sie retten verletzte Tiere und schützen den Lebensraum. Zudem werden Eier eingesammelt und in die eigenen Brutstationen gebracht.
2. Brutstationen: In den Brutstationen werden die Schildkröteneier ausgebrütet. Nach dem Schlüpfen werden die Jungtiere gepflegt, bis sie stark genug sind, um ins Meer entlassen zu werden. Das Entlassen ins Meer der jungen Tiere ist eine große Touristenattraktion. Touristen zahlen 150'000 Indonesische Rupiah, um eine Schildkröte zu benennen und ins Meer entlassen zu dürfen. Durch diesen alternativen Einkommenskanal kann sich das TCEC zusätzlich finanzieren.
3. Rehabilitation: Verletzte oder kranke Schildkröten, die häufig aufgrund der Fischerei oder der Verschmutzung der Meere geschädigt wurden, werden im TCEC behandelt. Für die Rehabilitation hat das TCEC große Becken, um die Tiere während des Genesungsprozesses unterzubringen. Wenn die Schildkröten wieder fähig sind, im Meer zu überleben, werden sie freigelassen.
4. Bildungsarbeit: Ein zentrales Ziel des TCEC ist es, das Bewusstsein für den Schutz von Meeresschildkröten zu schärfen. Es werden Führungen angeboten, bei denen Besucher mehr über das Leben der Schildkröten erfahren und das Engagement des TCEC kennenlernen. Zudem wird die lokale Bevölkerung über den Schutz der Tiere aufgeklärt und es werden Alternativen zu Produkten von Schildkröten gezeigt.